# 1994 - La nudità e la spada
1994 - La nudità e la spada è un romanzo ucronico-distopico dell’autore italiano Ferruccio Parazzoli pubblicato nel 1990.

## Trama
(Ferruccio Parazzoli, 1994 - La nudità e la spada, parte seconda: 1994, cap. IX, p. 122 (discorso di Cesare Cavalleri a Tommaso Vegas))

### Parte prima: 2015
Nel 2015 in Italia il culto della religione cattolica è stato vietato dalle autorità, che propugnano uno stretto laicismo. Le chiese non sono più officiate; quelle di maggior pregio artistico sono tuttavia aperte e musealizzate. 
Mentre riflette su queste cose davanti alla Basilica di San Lorenzo a Milano, il narratore viene invitato ad unirsi alla celebrazione clandestina della veglia pasquale, che in mancanza di sacerdoti viene officiata da un diacono. Tornato a casa, il narratore si mette a scrivere la storia della rivoluzione di vent'anni prima facendo riferimento agli appunti lasciati da Tommaso Vegas, che di quegli eventi fu attento spettatore.

### Parte seconda: 1994
Tommaso Vegas è un professore di Storia del Cristianesimo all'Università Cattolica del Sacro Cuore di Milano. Ha un'amante, Mara, con la quale frequenta i salotti più "in" della capitale morale d'Italia. Un giorno, dopo aver tenuto la sua lezione, accompagna a casa una studentessa del suo corso, Claudia Vigevani, rimasta coinvolta negli scontri che oppongono ormai quotidianamente i membri di Comunione e Liberazione e i militanti anticlericali di sinistra, e fa così conoscenza col padre di lei, un insegnante di scienze naturali in pensione con la passione della criptozoologia.
Nel mese di febbraio Tommaso riceve un invito per partecipare a un incontro in arcivescovado sulla situazione della Chiesa milanese; l'arcivescovo Carlo Maria Martini, infatti, lungi dall'appoggiare le proteste di CL, cerca di mantenere una neutralità anche rispetto ai poteri liberal-massonici che controllano le banche e il capitale e appoggiano il governo nazionale, che continua ad essere presieduto dal democristiano Ciriaco De Mita. Durante l'incontro il portavoce del cardinale cerca di rivendicare anche un'autonomia rispetto alle posizioni del papa, proiettato verso la rinascita spirituale dell'Europa orientale (resa possibile dalla distensione con l'Unione Sovietica) e l'evangelizzazione dell'Africa e dell'Asia.
Pochi giorni dopo Vegas è invitato ad una cena in casa del funzionario dell'arcidiocesi don Roberto Busti, assieme a diverse personalità della cultura cattolica milanese. Tra questi, il giornalista Cesare Cavalleri, che confida ai presenti di temere delle vere e proprie persecuzioni antireligiose nel prossimo futuro; le sue parole non vengono però prese sul serio. Arriva intanto la notizia che il papa non tornerà a Roma dopo il viaggio in corso ma resterà a Manila.
Ad agosto, Tommaso e Mara sono invitati al Meeting di Comunione e Liberazione a Rimini, che si apre con la rappresentazione del dramma Assassinio nella cattedrale di Thomas Stearns Eliot. Durante la visita del Tempio Malatestiano, Vegas incontra nuovamente Cavalleri, che gli ribadisce la sua visione della realtà.
Al ritorno a casa, Mara, percependo una crescente distanza da Tommaso (che per un po' di tempo ha frequentato Claudia al di fuori dell'orario delle lezioni) si getta prima nei corsi di Scientology, poi tra le braccia della comune conoscenza Leone Besana, benché questi sia un omosessuale dichiarato.
In autunno, l'ordine pubblico a Milano è nuovamente turbato dalla rappresentazione di Cristo, il Grande Terrorista, dramma dai forti contenuti provocatori scritto da Cesare Cavalleri. L'aumento dei casi di AIDS tra la popolazione scatena ulteriormente i mezzi di comunicazione laici contro le gerarchie ecclesiastiche, ree di disapprovare l'utilizzo del profilattico. Tuttavia il cardinal Martini, ormai considerato la massima autorità della Chiesa cattolica in Italia per l'assenza del papa, in un messaggio televisivo rifiuta di parlarne.
Il 23 dicembre 1994 un attentato uccide il vicedirettore de la Repubblica Giampaolo Pansa e l'autista, mentre il direttore Eugenio Scalfari rimane illeso. I suoi funerali vedono una grande partecipazione popolare.

### Parte terza: 1995
Dopo quattro mesi di crisi di governo, assume il potere una Giunta di Unificazione Nazionale che esprime un esecutivo provvisorio che tra i primi provvedimenti vede, il 25 aprile, il varo di leggi restrittive verso i cattolici, simili alle leggi razziali del 1938. A coloro che dichiarano di essere cattolici praticanti viene consegnato un tesserino giallo da esibire in pubblico, necessario per assistere alle funzioni religiose. Tommaso vede soppressa la sua cattedra all'Università Cattolica (che viene chiusa) e trova un impiego alla Mondadori, per la quale cura un'edizione dei frammenti di Eraclito, e, nel tempo libero, prende a frequentare il vecchio Vigevani, che lo porta a visitare il Museo di Storia Naturale.
Di fronte al dilagare dell'epidemia di AIDS, avviene che dei volontari di associazioni cattoliche, malgrado siano tra i pochi a prendersi cura dei malati, siano accusati di spandere il morbo quali novelli untori. Ad estremisti cattolici è attribuito anche un attentato con morti alla stazione delle Ferrovie Nord. A questo punto una folla inferocita devasta la Libreria Paoline dietro al Duomo e circonda l'Arcivescovado, nel quale entra il questore per arrestare don Giussani. Il cardinal Martini si assume tutta la responsabilità di avergli dato asilo, nonostante abbia appreso della sua presenza solo pochi minuti prima.
In presenza di Tommaso e Mara, Leone Besana brinda al nuovo corso politico, ma l'ex professore, indignato, gli getta in faccia il suo drink. Il nuovo amante di Mara lo sfida a duello con dei bastoni giapponesi; Tommaso ha la peggio ed è definitivamente abbandonato dalla donna.
Claudia, che è entrata in un'organizzazione cattolica clandestina, è arrestata con altri dimostranti dopo scontri di piazza che hanno devastato la zona di Piazzale Loreto, ed è rinchiusa in un campo di concentramento. Viene fucilata con altri tre compagni ed i loro corpi sono esposti dietro alla Basilica di San Lorenzo.
Il 6 dicembre, vigilia di Sant'Ambrogio, il cardinal Martini si appresta a lanciare un messaggio radio clandestino, ma il suo progetto è scoperto ed è prelevato dalle forze dell'ordine, che l'indomani lo fucilano assieme a don Giussani a San Lorenzo.

### Epilogo: 2015
Il narratore si rivela essere lo stesso Vegas, che riassume brevemente gli eventi successivi. Dopo qualche anno di governo dittatoriale, i partiti si riorganizzano e sono indette elezioni. Per favorire la pacificazione della società, i cattolici non sono più perseguitati apertamente, ma il culto rimane vietato. Al sentimento religioso cerca di venire incontro una moltitudine di sette.

## Personaggi

### Immaginari
- Tommaso Vegas: il protagonista e narratore della storia, quarantacinquenne professore universitario di Storia del Cristianesimo.
- Mara: trentenne divorziata, amante di Tommaso Vegas. Percependo una crescente lontananza del suo compagno di vita, si rivolge prima a Scientology, quindi intreccia una relazione con Leone Besana. Lascia definitivamente Tommaso in favore di questi dopo il duello che li oppone.
- Claudia Vigevani: studentessa del corso tenuto da Tommaso, nutre per il professore un interesse che va al di là della semplice curiosità accademica. La sua famiglia è di origine ebraica. Si lega ad ambienti vicini a Comunione e Liberazione, soprattutto dopo l'inizio della repressione. Rimane coinvolta a più riprese in scontri di piazza e viene giustiziata qualche tempo dopo il suo arresto.
- Marco Vigevani: anziano genitore di Claudia, memore delle leggi razziali che gli sembra di rivedere nella repressione anticattolica. Si lega d'amicizia con Tommaso, anche nella speranza che questi moderi gli slanci giovanili della figlia. Professore di scienze naturali in pensione, il suo hobby è costruire modelli di animali mai esistiti.
- Antonio Mattalia: compagno di lotta e di prigionia di Claudia, ne condivide la sorte.
- Leone Besana: dirigente del comune di Milano, omosessuale dichiarato ed esperto di arti marziali, conosce Tommaso e Mara in un salotto frequentato da loro. Diventa l'amante di Mara e sfida a duello Tommaso dopo esserne stato insultato, avendo poi la meglio.
- Don Giacomo Carnevali: parroco di San Babila e vecchio amico di Tommaso, a cui confida di sentire un forte scollamento con i suoi parrocchiani, anche quelli più assidui. Dopo l'approvazione delle misure antireligiose, lascia l'abito talare per andare a convivere con la sua perpetua Giulia e s'impiega come bidello a Sesto San Giovanni. S'immola dandosi fuoco per protestare contro la repressione violenta da parte del governo provvisorio.
- Don Luigi Crivelli: parroco di San Simpliciano, è consultato dal cardinal Martini per il suo videomessaggio sull'AIDS. Gli consiglia di non distaccarsi dall'insegnamento ufficiale della Chiesa.

### Reali
- Monsignor Carlo Maria Martini: arcivescovo di Milano, cerca di mediare tra le anime più radicali del cattolicesimo e i poteri laici, ma rifiuta di prendere posizioni contrarie al magistero ecclesiastico. Confinato nel Palazzo Arcivescovile dopo l'arresto di don Giussani, viene giustiziato dopo aver cercato di ribellarsi alle nuove autorità.
- Don Luigi Giussani: sacerdote fondatore di Comunione e Liberazione, entra in clandestinità dopo le prime misure anticattoliche approvate dal governo provvisorio. Viene poi accolto in arcivescovado all'insaputa del cardinal Martini. Arrestato, è fucilato assieme a quest'ultimo.
- Don Roberto Busti: responsabile della comunicazione sociale dell'Arcidiocesi di Milano, ospita Vegas ed altre personalità nella sua dimora per una cena informale. Deve poi gestire il messaggio dell'arcivescovo sull'epidemia di AIDS. Contribuisce all'accoglienza di don Giussani nel Palazzo Arcivescovile dopo la sua entrata in clandestinità.
- Cesare Cavalleri: giornalista e scrittore, direttore della rivista Studi Cattolici. Scrive pezzi provocatori ma che rispecchiano la sua visione, pessimistica ma profetica. La rappresentazione del suo dramma Cristo, il Grande Terrorista provoca scontri di piazza.
- Vittorio Messori: scrittore e polemista cattolico, partecipa alla cena in casa di don Busti.
- Ferruccio Parazzoli: scrittore, autore del romanzo nella realtà, partecipa alla cena in casa di don Busti.
- Gaspare Barbiellini Amidei: direttore del quotidiano cattolico Avvenire, è lui a dare la notizia che il papa ha deciso di eleggere Manila a propria sede al termine del viaggio apostolico nelle Filippine.
- Roberto Formigoni: presidente del Movimento Popolare, al Meeting di Rimini lamenta l'abbandono da parte delle autorità ecclesiastiche.
- Giulio Andreotti: senatore a vita dopo aver ricoperto la carica di Presidente della Repubblica, lasciata anzitempo dopo essersi accorto dell'estrema corruzione dell'ambiente politico.
- Giovanni Spadolini: senatore, al Meeting di Rimini esorta i militanti di CL a rifuggire dall'estremismo, paventando future ritorsioni.
- Ciriaco De Mita: Presidente del Consiglio dei Ministri nel 1994-95, la prolungata crisi del suo governo provoca la presa del potere da parte della Giunta di Unità Nazionale.
- Eugenio Scalfari: giornalista, fondatore de la Repubblica, torna a dirigerla dopo essere stato alla guida de L'Indipendente. Esce incolume dall'attentato in cui perde la vita Giampaolo Pansa.
- Giampaolo Pansa: vicedirettore de la Repubblica, muore in un attentato. I suoi funerali civili sono un'occasione di espressione dell'orgoglio laicista.
- Giuliano Ferrara: giornalista chiamato nel romanzo col soprannome di Bretelle Rosse, tiene un programma televisivo in cui si erge a fustigatore e giudice della società, non lesinando critiche alla religione. Tra i suoi ospiti ci sono la scrittrice femminista statunitense Susan Sontag e l'antropologa Ida Magli. La prima arriva a negare i fatti dell'epidemia di AIDS; entrambe sono accomunate dall'accusare il Cristianesimo di emarginare gli omosessuali.

## Struttura
Il romanzo è classificato tra le ucronie, sebbene sia ambientato in un'epoca futura rispetto all'anno in cui fu pubblicato (1990). La struttura è a scatole cinesi, con la seconda e la terza parte che rappresentano i ricordi di Tommaso (narrati in terza persona) con, a mo' di cornice, la prima parte e l'epilogo che rappresentano il momento in cui questi vengono trascritti (il 2015). L'appendice rappresenta un'ulteriore realtà ucronica che circonda l'opera di finzione: reca la data del 2000 e la dichiarazione che i fatti narrati sono di fantasia, giacché don Giussani e il cardinal Martini non sono stati fucilati, e che anzi quest'ultimo siede sul soglio pontificio.

## Edizioni
- Ferruccio Parazzoli, 1994 - La nudità e la spada, Milano, Mondadori, 1990,  p. 279, ISBN 8804333227.